# Tsu
Tsu (jap. 津市 Tsu-shi) – miasto w Japonii, stolica prefektury Mie, w środkowej części wyspy Honsiu, nad zatoką Ise (Ocean Spokojny).

## Położenie
Miasto leży w centrum prefektry Mie nad zatoką Ise.
Sąsiaduje z Suzuką, Matsusaką, Nabari, Igą i Kameyamą oraz wsiami Soni, Mitsue w prefekturze Nara.

## Historia
- Miasto powstało 1 kwietnia 1889 r.
- 1 stycznia 2006 r. do miasta przyłączono Hisai.

## Miasta partnerskie
- Brazylia: Osasco
- Chiny: Zhenjiang